# International Journal of Yoga
International Journal of Yoga é uma revista de acesso aberto, que publica artigos sobre o tema do Yoga e suas aplicações, nas áreas de medicina, ciências físicas, a espiritualidade, gestão e educação. 